# Аккарди, Химена
Мария Химена де лос Милагрос Аккарди (исп. María Gimena de los Milagros Accardi, 27 мая 1985, Буэнос-Айрес, Аргентина) — аргентинская актриса. Известна на телевидении благодаря ролям негодяек в телесериалах.

## Личная жизнь
С 2007 по 2025 год состояла в отношениях с Николасом Васкесом, с которым она играла в сериалах Душа пирата, Почти ангелы и Уникальные. В 2013 году у Химены случился выкидыш. В 2016 году пара официально узаконила отношения. Николас Васкес и Химена Аккарди пережили обрушение здания Champlain Towers South 24 июня 2021 года. Летом 2025 года официально объявили о своём расставании после 18 лет совместной жизни. Детей у пары нет.  

## Карьера
Её карьера началась, когда ей было 10 лет. Она исполняла песни для семьи и друзей. В течение 3-х лет занималась со Стеллой Марис Клосас. Затем следует учёба в Школе Театра Патрисии Палмер и позже в Доме Рауля Серрано в течение 2-х лет.
В то время, пока она посещала занятия по актёрскому мастерству, её учитель Стелла Марис Клосас посоветовала ей участвовать в кастинге, который проводил Канал 13 в Буэнос-Айресе. Её взяли на роль Джессики, сестры «Бето Сантана» в Los buscas de siempre (2000). С тех пор она работала на телевидении без перерыва.
В 2003 году играла роль Сабрины во втором сезоне сериала Мятежный дух, который является первым подростковым сериалом, в котором она участвует.
В течение 2007 и 2008, играла «Мальвину» антагониста истории, в мыльной опере, созданной Крис Мореной, в главных ролях Эмилия Аттиас и Николас Васкес, Почти ангелы.
В 2008 снималась в фильме «Письма Дженни» с Фабио ди Томассо, а в 2009 вышел фильм «Папа на один день», где снималась с Николасом Кабре и Луисаной Лопилато.
В 2012 присоединяется к актёрскому составу Уникальные, в роли Долорес, заменив Евгению Тобал. Там она играет вместе с некоторыми коллегами из Почти ангелы и своим женихом Николасом Васкесом.

## Телевидение
| Год            | Сериал                    | Персонаж               |
| 2000           | Los buscas de Siempre     | Джессика Сантана       |
| 2001           | PH (Propiedad Horizontal) | София                  |
| 2002           | Maridos a domicilio       | Catalina               |
| 2002           | Kachorra                  | Josefina Estévez       |
| 2003           | Мятежный дух              | Сабрина Гусман         |
| 2003           | Los simuladores           | Melina                 |
| 2003           | Ensayo: Habitación 306    | Lucila                 |
| 2004/2005      | Panadería Los Felipe      | Jazmín                 |
| 2005           | Amor en custodia          | Tatiana Aguirre        |
| 2006           | Душа пирата               | Бернарда де Марко      |
| 2007/2008/2010 | Почти ангелы              | Мальвина Бедойа Агуэро |
| 2011           | Herederos de una venganza | China Villegas         |
| 2012           | Уникальные                | Долорес                |

## Кино
| Год  | Фильм                                             | Персонаж  |
| 2007 | Письма Дженни                                     | Дженни    |
| 2009 | Папа на один день                                 | Сесилия   |
| 2017 | Я вышла замуж за придурка (Me casé con un boludo) | саму себя |
| 2018 | Безумная (Re loca)                                | София     |
| 2019 | Прошлой ночью (Anoche)                            | Пилар     |

## Театр
| Год  | Спектакль    | Персонаж                                                       |
| 2007 | Почти ангелы | Мальвина Бедойа Агуэро                                         |
| 2011 | Уникальные   | Заменила Эухению Тобал (Розарио) и Гризельду Сисилиани (Мария) |